# Phytichthys chirus
Phytichthys chirus is een straalvinnige vissensoort uit de familie van stekelruggen (Stichaeidae). De wetenschappelijke naam van de soort is voor het eerst geldig gepubliceerd in 1880 door Jordan & Gilbert.